# Bagijnetoren
De Bagijnetoren in de stad Delft, in de Nederlandse provincie Zuid-Holland, werd oorspronkelijk gebouwd als uitkijktoren en was onderdeel van de versterking van de stadsmuren van Delft. De stad Delft verkreeg op 15 april 1246 stadsrechten en verwierf daarmee ook het recht om een muur rondom de stad te bouwen. De Bagijnetoren is een latere toevoeging aan de verdedigingswerken die waarschijnlijk rond het jaar 1500 is gebouwd.

## Locatie

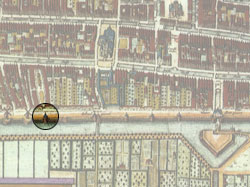
Locatie van de Bagijnetoren op de stadskaart van Joan Blaeu uit 1649

De toren stond oorspronkelijk met de rugzijde in de aarden wal die de stad omringde en was bereikbaar vanaf de wal en middels een overwelfde gang onder de wal door. De wal zelf was omringd door de stadsgracht die in de 19e eeuw werd gedempt ten behoeve van de aanleg van de Oude Lijn, de spoorlijn van Rotterdam naar Amsterdam, in 1847. Over de straat achter de oorspronkelijke stadsmuur, nu de Phoenixstraat, loopt sinds 1929 ook tramlijn 1, die Delft met Den Haag verbindt. Oorspronkelijk liep de tramlijn volledig aan de oostkant van de Bagijnetoren over de Phoenixstraat. De Phoenixstraat is echter in 1965 verbreed en sindsdien loopt de Phoenixstraat en ook de tramlijn aan weerszijden om de Bagijnetoren heen. In 2009 werd de tramlijn volledig naar de westkant van de Bagijnetoren verplaatst voor werkzaamheden voor een spoortunnel.

## Bewoning

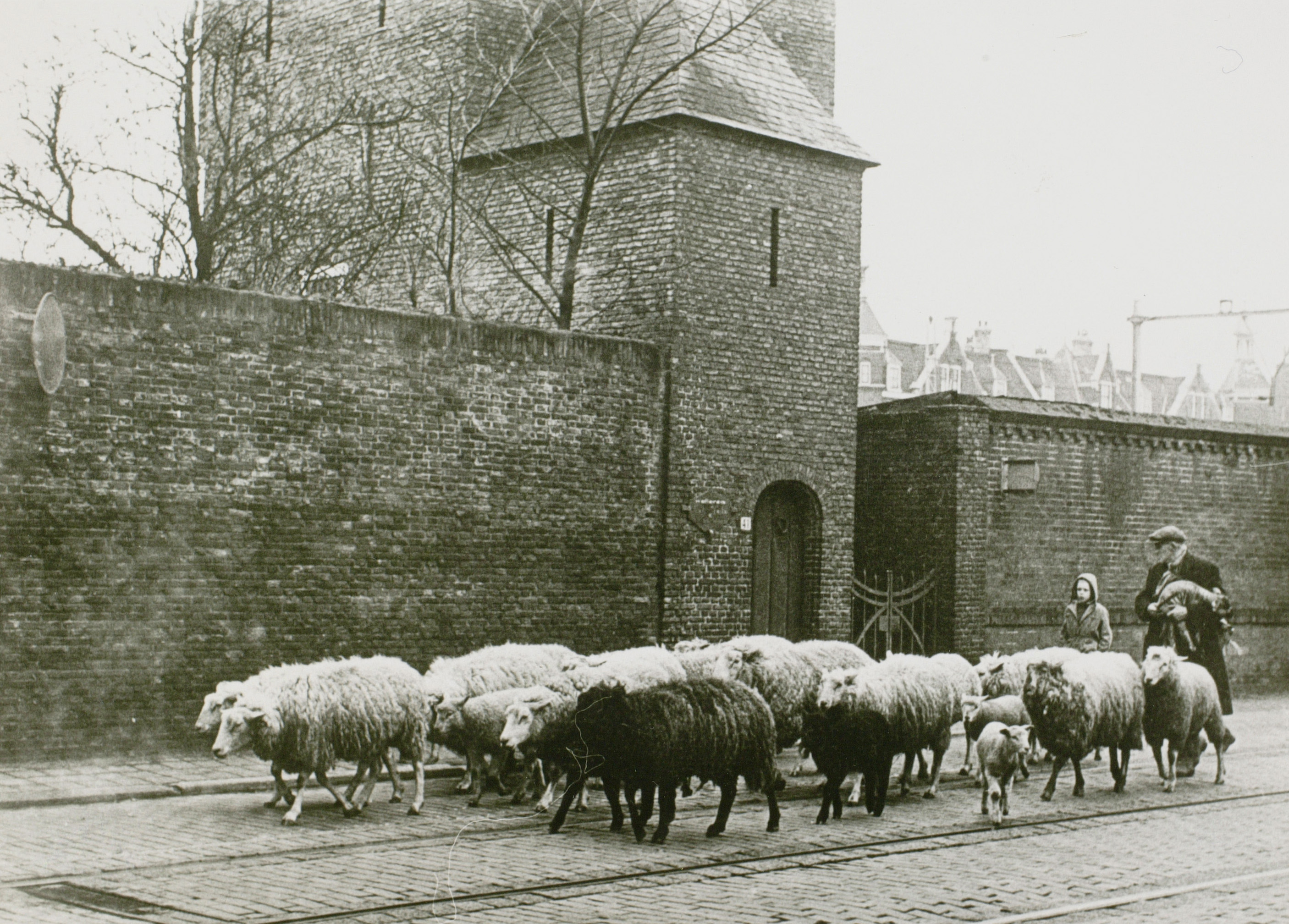
Bagijnetoren omstreeks 1960

Al kort na de constructie van de Bagijnetoren werd in 1538 de toren verhuurd voor bewoning, een functie waar de toren eigenlijk niet geschikt voor was, zeker omdat de toren toen nog een verdedigingsfunctie had.
De verdedigingsfunctie verdween na 1600 en de toren werd geleidelijk steeds meer geschikt gemaakt voor bewoning. Het was het beleid van de stad om waltorens voor een geringe prijs of soms zelfs gratis door behoeftigen te laten bewonen. In 1827 zou de toren wegens bouwvalligheid verkocht worden voor sloop, de koper, een touwslager liet slechts een gedeelte van de toren slopen en gebruikte de toren verder als bedrijfsruimte.

## Bouw spoortunnel

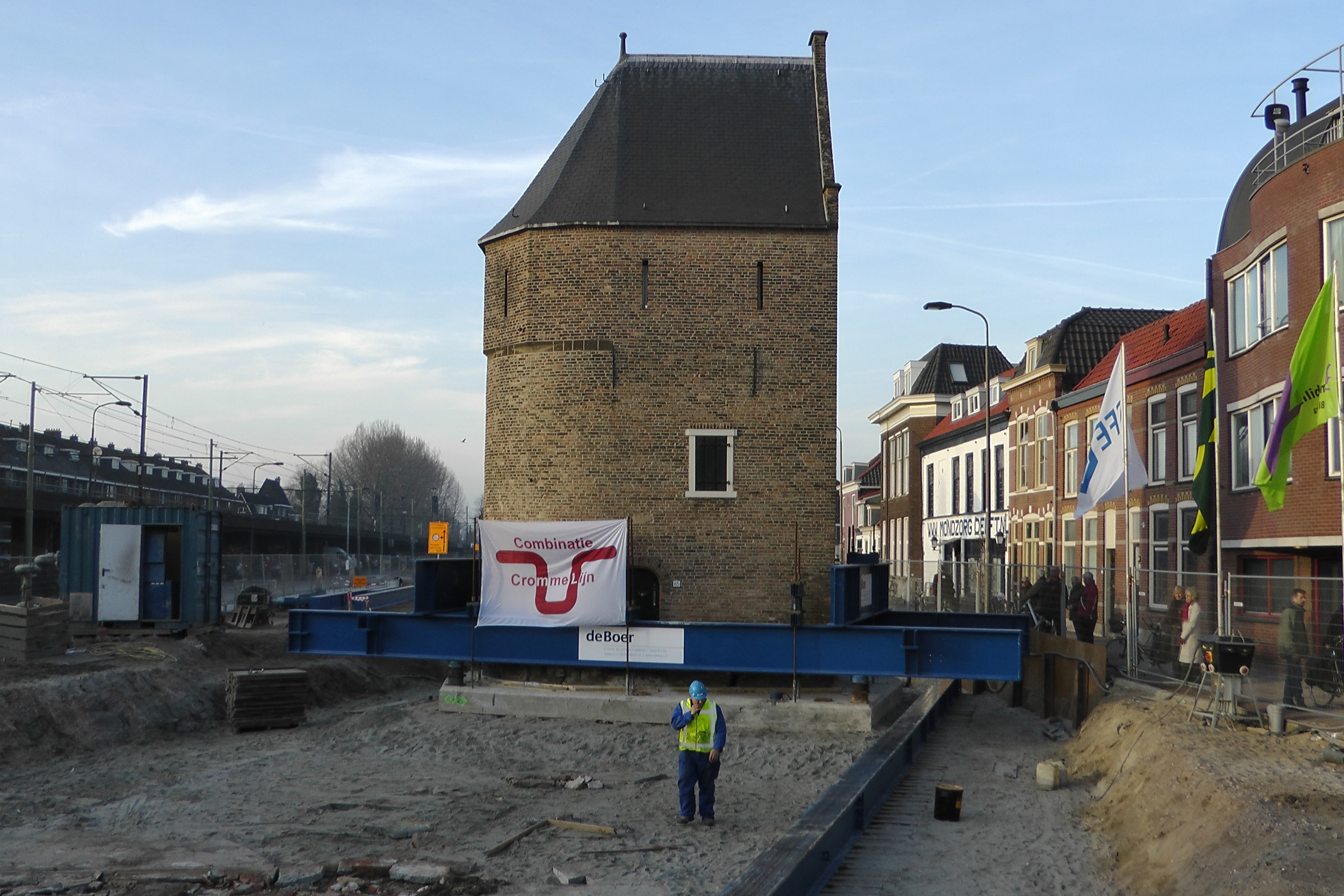
Het aanzicht van de toren tijdens de werkzaamheden aan de spoortunnel in 2011.

In 2011 is onder de toren een spoortunnel aangelegd.
De bouw hiervan bracht voor de toren de nodige speciale maatregelen met zich mee.
In februari 2011 werd de toren 15 meter naar het noorden verplaatst om plaats te maken voor de bouw; en in juli 2011 werd deze weer teruggeplaatst.
In het toetsingsrapport van de Milieueffectrapportage over de constructie van de Delftse spoortunnel was hierover het volgende te vinden:
Alvorens de tunnel hier wordt aangelegd worden Molen de Roos en de waltoren voorzien van een betonnen vloer met daaronder stalen funderingspalen, die reiken tot ca. NAP –20 m. Tussen de funderingspalen en de betonen vloer worden vijzels aangebracht. Door deze langzaam op spanning te brengen, wordt het gewicht gecontroleerd op de palen overgebracht. Vervolgens wordt de tunnel onder deze gebouwen gemaakt. De funderingspalen worden verbonden aan het tunneldak, waarna deze uit het tunnelprofiel verwijderd worden. Het gewicht van de molen en de waltoren wordt dan via de verkorte palen, het tunneldak en de diepwanden naar de ondergrond overgedragen.

## Huidige functie

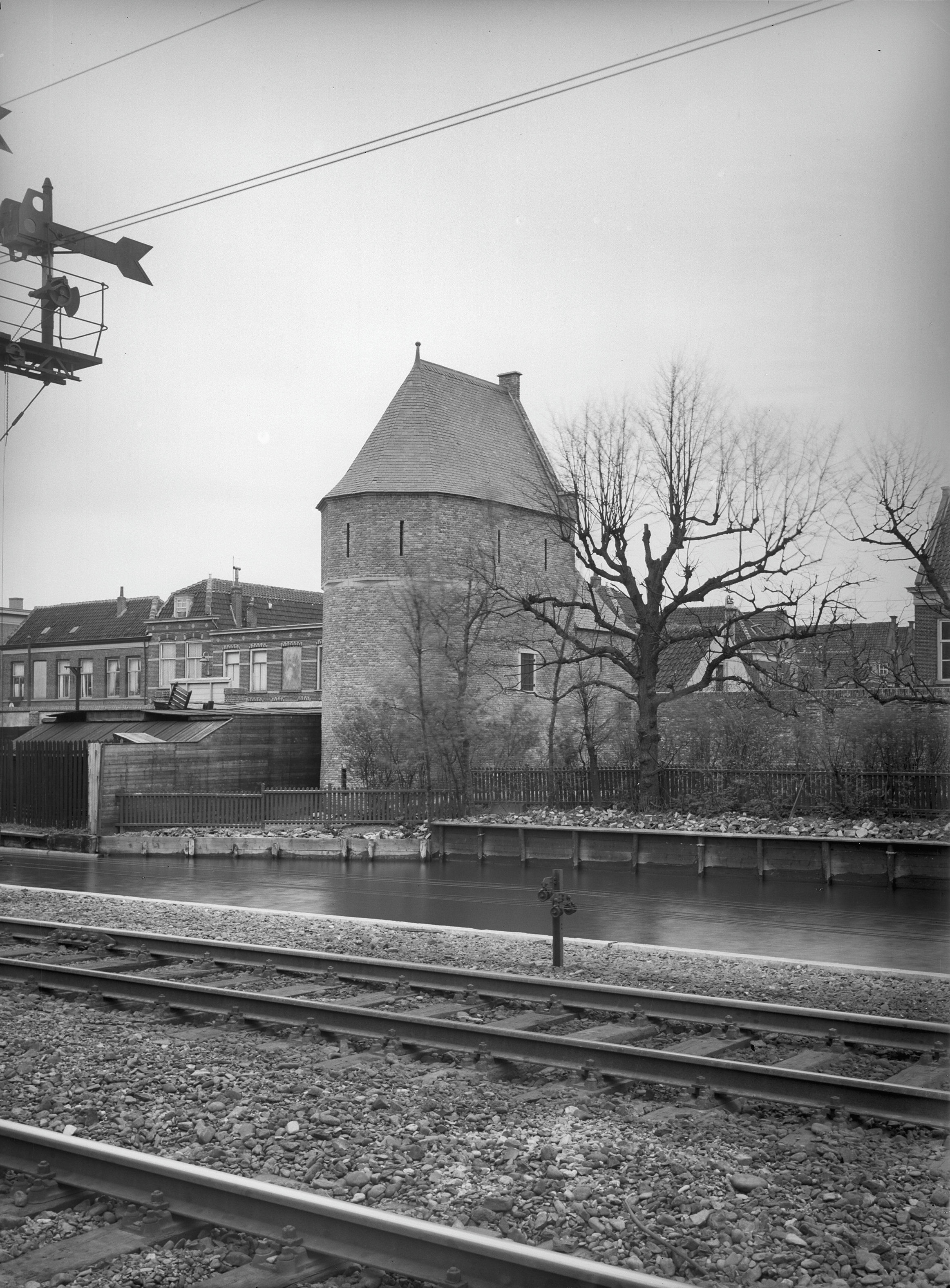
Zicht op de Bagijnetoren (1932)

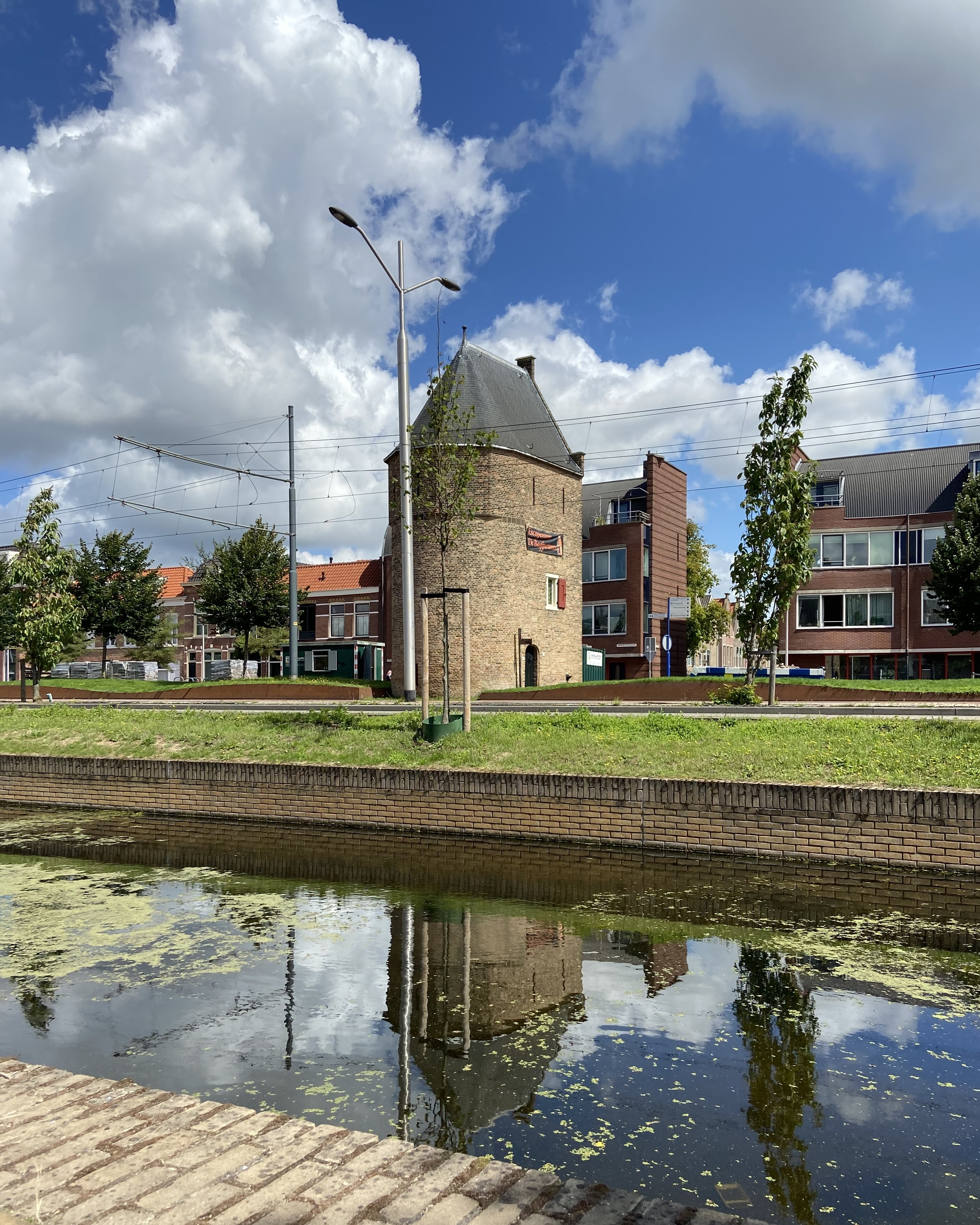
Zicht op de Bagijnetoren (2023)

Sinds 2017 is er een escaperoom gevestigd in de toren, die het verhaal van de vader des vaderlands brengt in combinatie met puzzels.